# Proboštov
Proboštov település Csehországban, Teplicei járásban. Proboštov Krupka, Novosedlice, Dubí és Teplice településekkel határos. Lakosainak száma 2692 fő (2024. január 1.).

## Népesség
A település lakosságának változását az alábbi diagram mutatja:
| Lakosok száma | 386  | 2086 | 3092 | 2931 | 2341 | 2528 | 2657 | 2688 | 2616 | 2692 |
|               | 1869 | 1900 | 1921 | 1961 | 1980 | 2011 | 2016 | 2019 | 2021 | 2024 |